# Bittacus tardokijanensis
Bittacus tardokijanensis is een schorpioenvlieg uit de familie van de hangvliegen (Bittacidae). De wetenschappelijke naam van de soort is voor het eerst geldig gepubliceerd door Plutenko in 1985.
De soort komt voor in het oosten van Rusland.